# Yann Martel

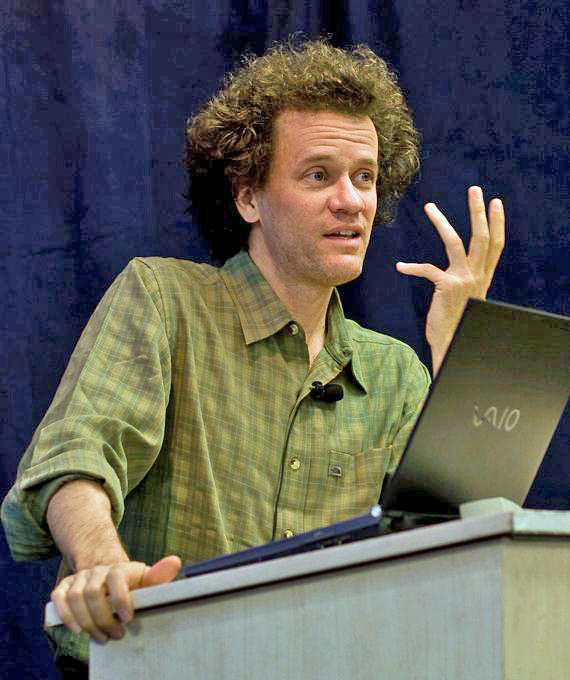
Yann Martel

Yann Martel (Salamanca, 25 juni 1963) is een Canadees schrijver.
Yann Martel werd in 1963 geboren in Spanje en woonde in onder andere Alaska, Costa Rica, Frankrijk en Mexico doordat zijn vader werkte als leraar en diplomaat. Het reizen zit in zijn bloed, en later in zijn leven woonde hij onder andere in Iran, Turkije en India. Hij studeerde filosofie aan de Trent University in Peterborough, Ontario, en begon aan zijn schrijfcarrière toen hij 26 was. 
Martels wereldwijde doorbraak was zijn roman Het leven van Pi. Van de twee voorgaande romans had hij op dat moment slechts 3000 exemplaren verkocht. Deze derde titel won de prestigieuze Booker Prize en is in vele talen vertaald. 
Voor het schrijven ervan spendeerde Martel zes maanden in India, waar hij bezoeken bracht aan moskeeën, tempels, kerken en dierentuinen. Daarna nam hij een jaar voor het lezen van religieuze teksten en schipbreukeling-verhalen, en deed hij vervolgens twee jaar over het schrijven van het boek. Bij aanvang van dit proces beschouwde hij zichzelf als niet-gelovige, maar naderhand als christen, zo verklaarde Martel in diverse interviews.
Martel woont in Montreal.

## Literaire prijzen
- 2002 Booker Prize voor Fictie
- 2001 Hugh MacLennan Prize voor Fictie
- Op de shortlist voor de 2001 Governor General's Award voor fictie
- Op de shortlist voor Chapters/Books in Canada First Novel Award
- Winnaar van de Journey Prize

- Bibsys: 2126624
- Biblioteca Nacional de España: XX1634642
- Bibliothèque nationale de France: cb12537796d (data)
- CiNii: DA13865231
- Gemeinsame Normdatei: 11555808X
- International Standard Name Identifier: 0000 0001 2096 5262
- Library of Congress Control Number: n94009985
- Nationale Bibliotheek van Letland: 000040482
- MusicBrainz: 9fe3d2f8-4a95-4249-8049-6f26cdbcf14f
- Bibliotheek van het Japanse parlement: 00969711
- Nationale Bibliotheek van Tsjechië: xx0011017
- Nationale bibliotheek van Australië: 35088588
- Nationale Bibliotheek van Israël: 987007308788905171
- Nationale Bibliotheek van Polen: a0000003175479
- Nationale en Universitaire bibliotheek Zagreb: 000356387
- Nederlandse Thesaurus van Auteursnamen: 106661531
- Réseau des bibliothèques de Suisse occidentale: 02-A003565122
- Istituto Centrale per il Catalogo Unico: VIAV096770
- LIBRIS: 271422
- SNAC: w6fk18vm
- Système universitaire de documentation: 034643818
- Trove: 823107
- Virtual International Authority File: 85372278
- WorldCat: E39PBJvMvhp3bcRbJXMGrBFqcP